# スーズ・ロトロ
スーズ・ロトロ（英: Suze Rotolo、1943年11月20日 - 2011年2月24日）は、アメリカ・ニューヨーク市出身のアーティスト。出生名：スーザン・エリザベス・ロトロ（英: Susan Elizabeth Rotolo）。1960年代前半頃にボブ・ディランの恋人だった女性で、ディランと腕を組んで歩いている姿がアルバム『フリーホイーリン・ボブ・ディラン』（1963年）のジャケット写真にもなった。 Suze の表記はスーズともスージーとも読み、 Suzie スージーとも表記していた。
近年はブック・アートに取り組んで作品を発表していた。またディランのドキュメンタリー映画『ノー・ディレクション・ホーム』（2005年）にインタビュー出演し、2008年、当時を回想した著書を出版した（日本語訳は2010年）。

## 来歴
1943年11月20日、ニューヨーク市ブルックリン区のジューイッシュ・ホスピタルに生まれ、クイーンズ区のサニーサイドで育つ。2歳離れた姉にカーラ・マリア・ロトロがいる。父親ジオアーチノ・ピエトロ・ロトロ（ジャック）と母親マリア・テレサ・ペザッティ・ロトロ（メアリ）はイタリア系の共産党員であり、マッカーシズムの中で経済的にも精神的にも辛い幼少期を過ごす。両親とは異なり叔父で似顔絵画家のピエトロ・ペザッティ（ピーター）はムッソリーニ支持のファシストであった。1958年2月、14歳の時に父親が他界する。
彼女自身は両親の影響を受け、早くから社会活動を行っていた。中学生のときには公民権運動として人種別カウンターを設けていたスーパーマーケットでピケを張ったり、公民権運動団体の人種平等会議CORE（Congress of Racial Equality）の職員を務めたり、20歳のときには政府によって渡航が禁止されていたキューバへの学生訪問団に加わってチェ・ゲバラと面談するなどしているが、ソ連の体制やスターリニズムには懐疑的であり続けた。
中高生の頃からグリニッジ・ヴィレッジ周辺で展開していたフォーク・ソング復興運動に親しみ、1961年7月、17歳のときにまだ無名で20歳だったボブ・ディランと知り合い恋人同士となる。姉のカーラも一時期はアメリカ議会図書館の研究員だったアラン・ローマックスの助手を務めるなどしており、フォーク・ソング復興運動に関わっていた。
1961年12月から、西四番ストリートにディランが借りていたアパートで一緒に暮らし始めるが、1962年6月、ディランを置いてイタリアのペルージャに半年ほど留学。帰国後の1963年1月より再びディランと一緒になり、5月、アルバム『フリーホイーリン・ボブ・ディラン』がリリースされる。ほどなくしてディランは急速に名声を高めていくが、ディランと一緒にいることのプレッシャーやゴシップなどに耐え切れず、8月には別居。やがて彼の子供の妊娠が判明するが中絶をする。1964年3月には、二人の関係は実質的に終わっていた。その後ディランは関係を修復しようとし、『追憶のハイウェイ61』（1965年）のレコーディング現場に同席するなど関係は断続的に続いたが、1966年のイタリア再留学を機会に完全に別れることになった。
1972年に国際連合の映像編集者エンゾ・バートッチオーリ（Enzo Bartoccioli）と結婚しており、息子のルカ（Luca）はギタリストである。近年はブック・アート（artist's book、装丁芸術）に取り組み、スーザン・ロトロの名義で作品を発表。一時期ニューヨークのパーソンズ美術大学で講師も務めていた。
長らくディランについてまとまった発言をしてこなかったが、2004年以降はメディアに登場して1960年代前半のグリニッジ・ヴィレッジについて語るようになり、ディランのドキュメンタリー映画『ノー・ディレクション・ホーム』（2005年）にインタビュー出演。2008年、当時のヴィレッジの風俗と、ディランらを含むフォーク・ミュージシャンたちの群像を回想した著書を出版した。日本でも『グリニッチヴィレッジの青春』の題名で2010年に日本語訳が出版された。
2011年2月24日、肺癌のためニューヨーク・マンハッタンの自宅で亡くなった。

## ディランへの影響
スーズは初期のディランに様々なインスピレーションを与えた「ミューズ」的存在とされており、彼女が愛読していたアルチュール・ランボーなどのフランス象徴詩やシュール・リアリズムの影響で、ディランの詩が難解になっていたとも指摘されている。オフ・ブロードウェイの舞台美術製作などを行っていた関係で演劇にも詳しく、ディランにブレヒトなどを教えたのも彼女である。
ディランが作詞した楽曲の中には、スーズのことを歌った歌、もしくはスーズとの関係がインスピレーションとなった歌がある。
初期ディラン作品の政治的色彩の強さも彼女の影響によるところが大きいとされているが、彼女自身はそれを否定している。当時のフォーク・ソング復興運動自体がそもそも政治絡みの運動であったし、ニューヨークに来る前からディランが傾倒していたウディ・ガスリーも政治的なシンガー・ソング・ライターであったことを考えれば、彼女の影響が全てと言う訳にはいかない。